# Zespół delecji 22q11.2

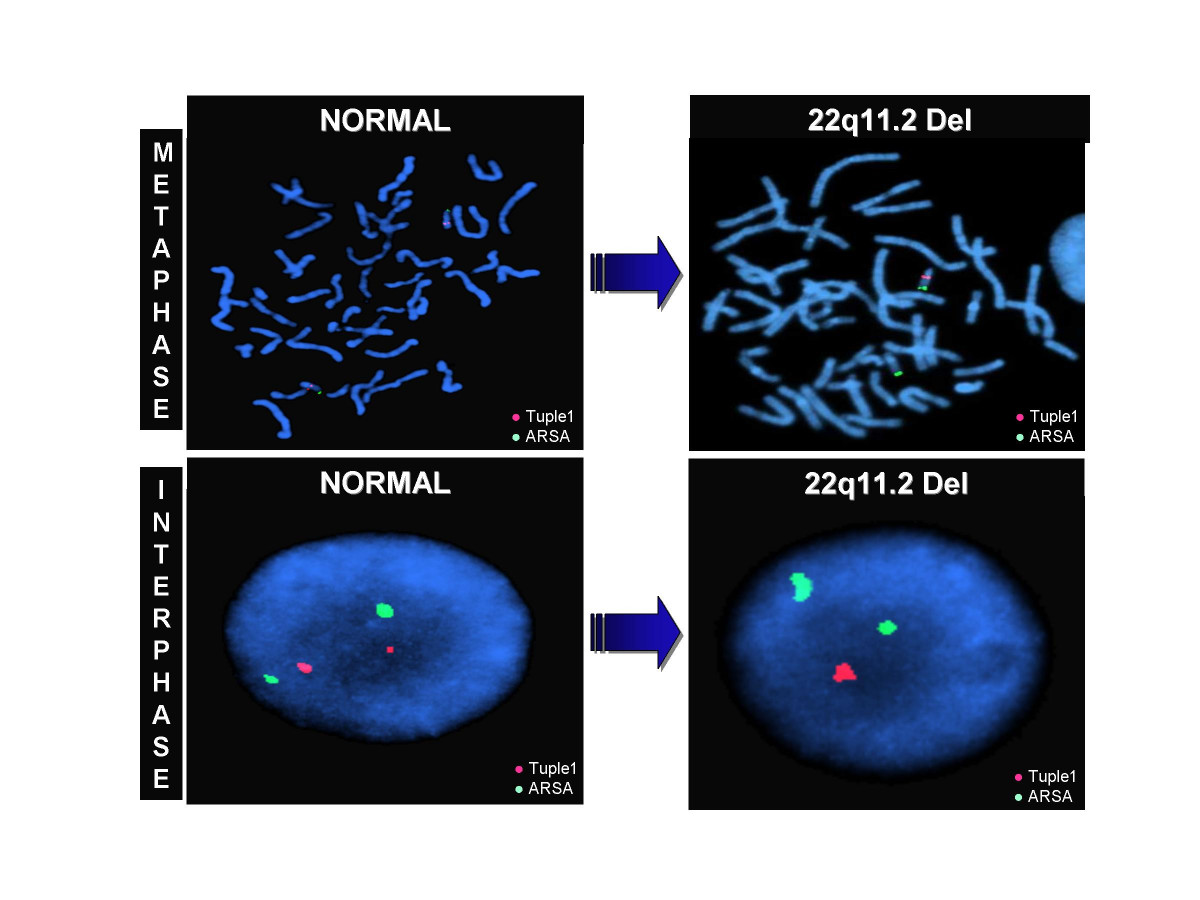
Wynik FISH u pacjenta z delecją 22q11.2

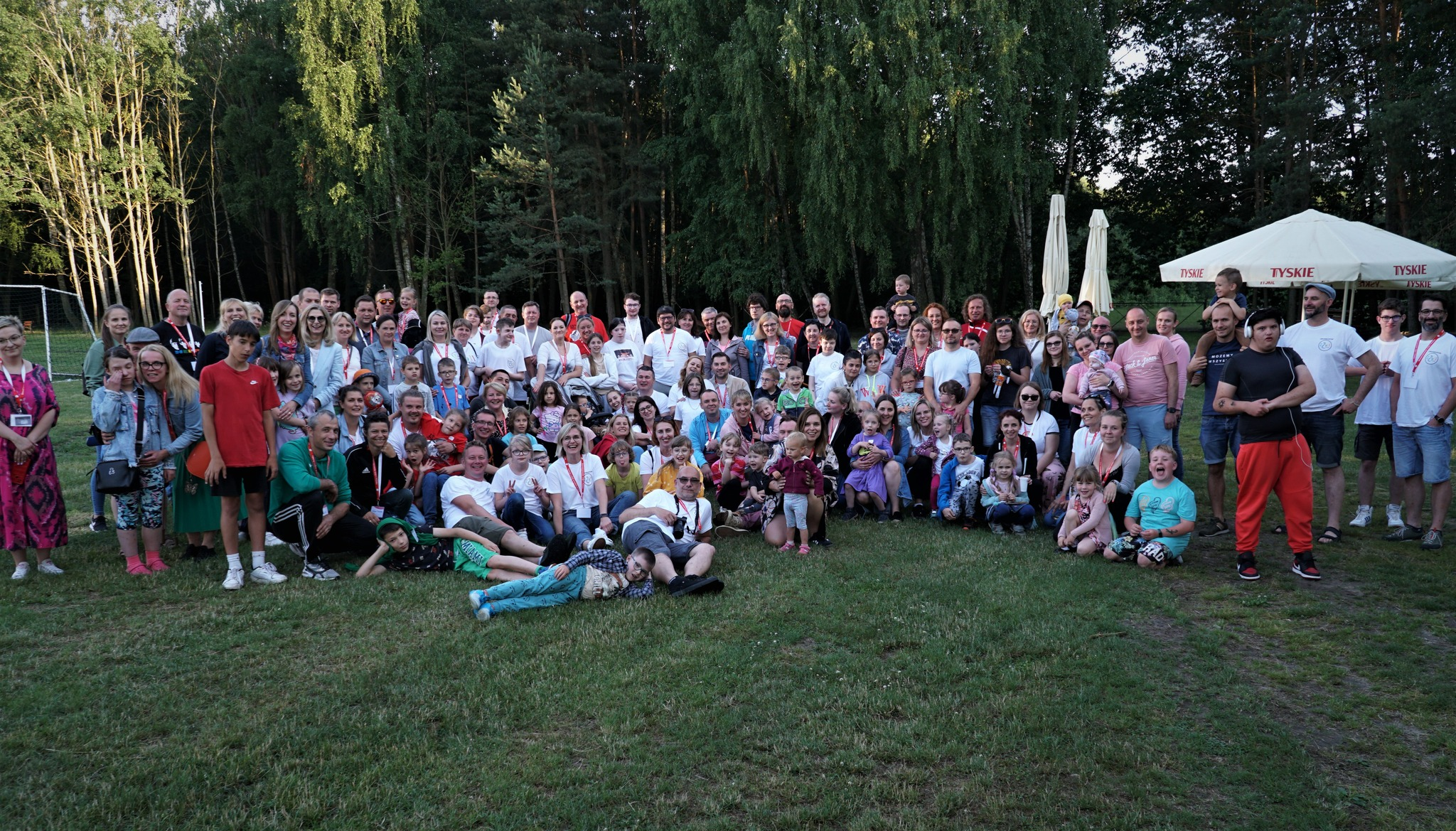
Stowarzyszenie 22q11 Polska co roku organizuje zjazd rodzin, który jest okazją do spotkania się ekspertami, zajmującymi się zespołem mikrodelecji 22q11 (nazywanym przez wielu lekarzy zespołem Di George'a).

Zespół delecji 22q11.2 (inaczej zespół DiGeorge'a albo zespół mikrodelecji 22q11, ang. 22q11.2 deletion syndrome) – zespół wad wrodzonych spowodowany mikrodelecją prążka chromosomu 22q11 przebiegający z pierwotnym niedoborem odporności.
W zespole delecji 22q11.2 dochodzi do zaburzeń rozwoju grasicy i jej aplazji, najczęściej w 6.–10. tygodniu życia płodowego. Grasica rozwija się z III i IV kieszonki skrzelowej, więc zaburzenia jej rozwoju przebiegają wspólnie z zaburzeniami gruczołów przytarczycznych.

## Historia
Historycznie opisano kilka zespołów wad wrodzonych, które z czasem okazały się stanowić spektrum jednego zespołu wad. Były to:
- wrodzona hipoplazja grasicy skojarzona z hipokalcemią
- zespół DiGeorge’a, opisany przez Angelo Di George’a w 1968[1].
- zespół Takao (conotruncal anomaly face syndrome)
- zespół podniebienno-sercowo-twarzowy (velocardiofacial syndrome, VCFS, zespół Shprintzena)
- zespół czaszkowo-twarzowy Caylera
- niektóre przypadki zespołu Opitza G/BBB
- zespół CATCH-22

Akronim CATCH-22 (ang. Paragraf 22) oznaczał:
- C = wady serca (cardiac defects)
- A = dysmorfia twarzy (abnormal facies)
- T = hipoplazja grasicy (thymic hypoplasia)
- C = rozszczep podniebienia (cleft palate)
- H = hipokalcemia wtórna do aplazji przytarczyc (hypocalcemia from parathyroid aplasia)
- 22 = mikrodelecje 22 chromosomu.

Obecnie zaleca się niestosowanie terminu CATCH22 z powodu pejoratywnego wydźwięku nazwy: tytuł powieści Hellera Paragraf 22 jest też określeniem sytuacji bez wyjścia.

## Epidemiologia
Zespół delecji 22q11.2 występuje w 1 na 4000 żywych urodzeń w Szwecji. Zespół może być jednak częstszy ze względu na to, że niektórzy ludzie mają niewiele objawów i mogli zostać niezdiagnozowani.

## Objawy
Objawy są zmienne i obejmują:
- wrodzone wady serca (75%)
  - tetralogia Fallota
  - atrezja tętnicy płucnej z ubytkiem przegrody międzykomorowej
  - truncus arteriosus
  - przerwanie łuku aorty typu B (30%)
  - ubytek przegrody międzyprzedsionkowej
- zaburzenia rozwoju podniebienia (69%)
- trudności w uczeniu (70-90%)
- pierwotny niedobór odporności (77%) spowodowany aplazją grasicy, co powoduje hipoplazję limfocytów T, laboratoryjnie charakteryzującą się znacznym wzrostem odsetka limfocytów B nad limfocytami T i areaktywnością w teście transformacji blastycznej. W związku z powyższym choroba przebiega z wzmożoną zapadalnością na choroby wirusowe, bakteryjne i grzybicze. Jej objawy pojawiają się w pierwszych 6 miesiącach życia
- hipokalcemię (średnio 30%) spowodowaną niedorozwojem gruczołów przytarczycznych. Rozpoznawana u 69–72% pacjentów z fenotypem zespołu DiGeorge’a, 13-22% pacjentów z fenotypem VCFS, 10% z CAFS, 49–60% z 22q11.2 del
- wrodzone wady nerek[4]
- trudności z karmieniem
- choroby autoimmunologiczne, takie jak reumatoidalne zapalenie stawów (150 razy większe ryzyko), niedokrwistość hemolityczna autoimmunologiczna, idiopatyczna plamica małopłytkowa, autoimmunologiczne enteropatie (choroba trzewna), bielactwo
- zwiększone ryzyko zachorowania na choroby psychiczne[5], w tym około 30-krotnie podwyższone ryzyko zachorowania na schizofrenię (wśród chorych na schizofrenię w 0,5% do 3% przypadków stwierdza się zespół mikrodelecji 22q11, podczas gdy w populacji ogólnej rozpowszechnienie zespołu mikrodelecji 22q11 wynosi 0,025%)[6][7].

## Stowarzyszenie 22q11 Polska
Od 2017 roku działa w Polsce Stowarzyszenie 22q11 Polska, założone przez rodziny dotknięte zespołem, które aktywnie działają na rzecz zwiększenia świadomości na temat choroby wśród lekarzy, terapeutów oraz samych rodziców. Co roku organizowany jest zjazd rodzin oraz konferencje i spotkania online z ekspertami. Stowarzyszenie prowadzi też grupę wsparcia na Facebooku, do której zaprasza wszystkie osoby, które otrzymały diagnozę zespołu mikrodelecji 22q11, zwanego przez wielu lekarzy zespołem Di George'a.